# Lowelas

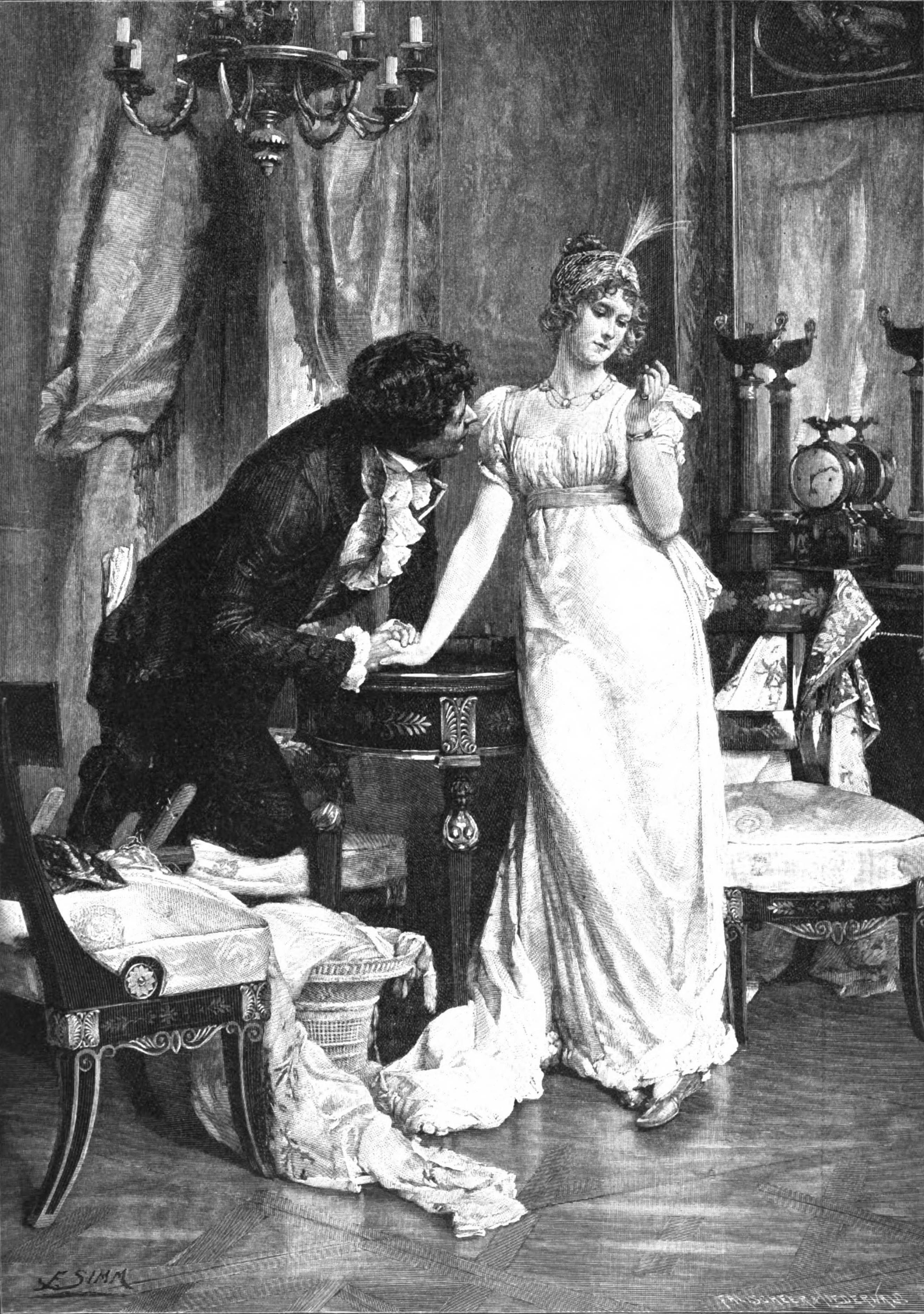
Zaloty lowelasa (ilustracja z epoki, 1899)

Lowelas – dawniej popularne określenie uwodziciela, donżuana, kobieciarza.
Szczególnie na przełomie XIX/XX wieku często nazywano tak przystojnego uwodziciela kobiet, zdobywcę serc niewieścich („pożeracza serc”), zazwyczaj typ libertyna przygodnie, dla rozrywki bałamucącego kobiety i traktującego je przedmiotowo. 
Określenie na ogół używane w tonie ironiczno-żartobliwym. Pochodzi od nazwiska Roberta Lovelace – bohatera epistolarnej powieści angielskiego pisarza Samuela Richardsona zatytułowanej Clarissa, or the History of a Young Lady (w przekładzie polskim Historia Clarissy Harlowe) (1748). Nadal bywa używane lekceważąco w odniesieniu do mężczyzny uganiającego się za kobietami. 
W kontekście seksualnym miano to jako pseudonim artystyczny przybrała Linda Susan Boreman, amerykańska aktorka filmów pornograficznych, znana powszechnie jako Linda Lovelace.